# Jekervallei en bovenloop van de Demervallei
Jekervallei en bovenloop van de Demervallei is een Natura 2000-gebied (habitatrichtlijngebied BE2200041) in Vlaanderen. Dit gebied beslaat 633 hectare en ligt in het zuidoosten van de provincie Limburg. Het landschap bestaat uit een mozaïek van beekvalleien (Demer en Jeker) met broekbossen en natte hooilanden omzoomd door hagen, waardevolle moerasgebieden en graslanden met houtkanten. Ook oude loofbossen, akkers en weilanden met holle wegen, hoogstamboomgaarden en poelen komen er voor.
Er komen negen Europees beschermde habitats voor in het gebied: blauwgraslanden, eiken-beukenbossen op zure bodems, essen-eikenbossen zonder wilde hyacint, glanshaver- en grote vossenstaartgraslanden, heischrale graslanden en soortenrijke graslanden van zure bodems, oude eiken-berkenbossen op zeer voedselarm zand, valleibossen, elzenbroekbossen en zachthoutooibossen, voedselrijke, gebufferde wateren met rijke waterplantvegetatie, voedselrijke, soortenrijke ruigtes langs waterlopen en boszomen.

Er komen zes Europees beschermde soorten voor in het gebied: kamsalamander, laatvlieger, nauwe korfslak, rosse vleermuis, vliegend hert, zeggenkorfslak. Ook wespendief, blauwborst en bever komen voor. In sommige graslanden groeit nog kleine schorseneer, kranskarwij en bleke zegge.
Gebieden die deel uitmaken van het Natura 2000-gebied zijn onder andere:  De Kevie, de vallei van de Boven-Demer, de Demervallei van Spurk tot Beverst en de Pomperik-Dorpsbeemden, het Grootbos, de Demerbronnen-Wadden, de Vallei van de Nieuwzouw in Bilzen, Dorpsbemden-Pomperik en Molenbeemd-Klein Membruggen.

## Afbeeldingen

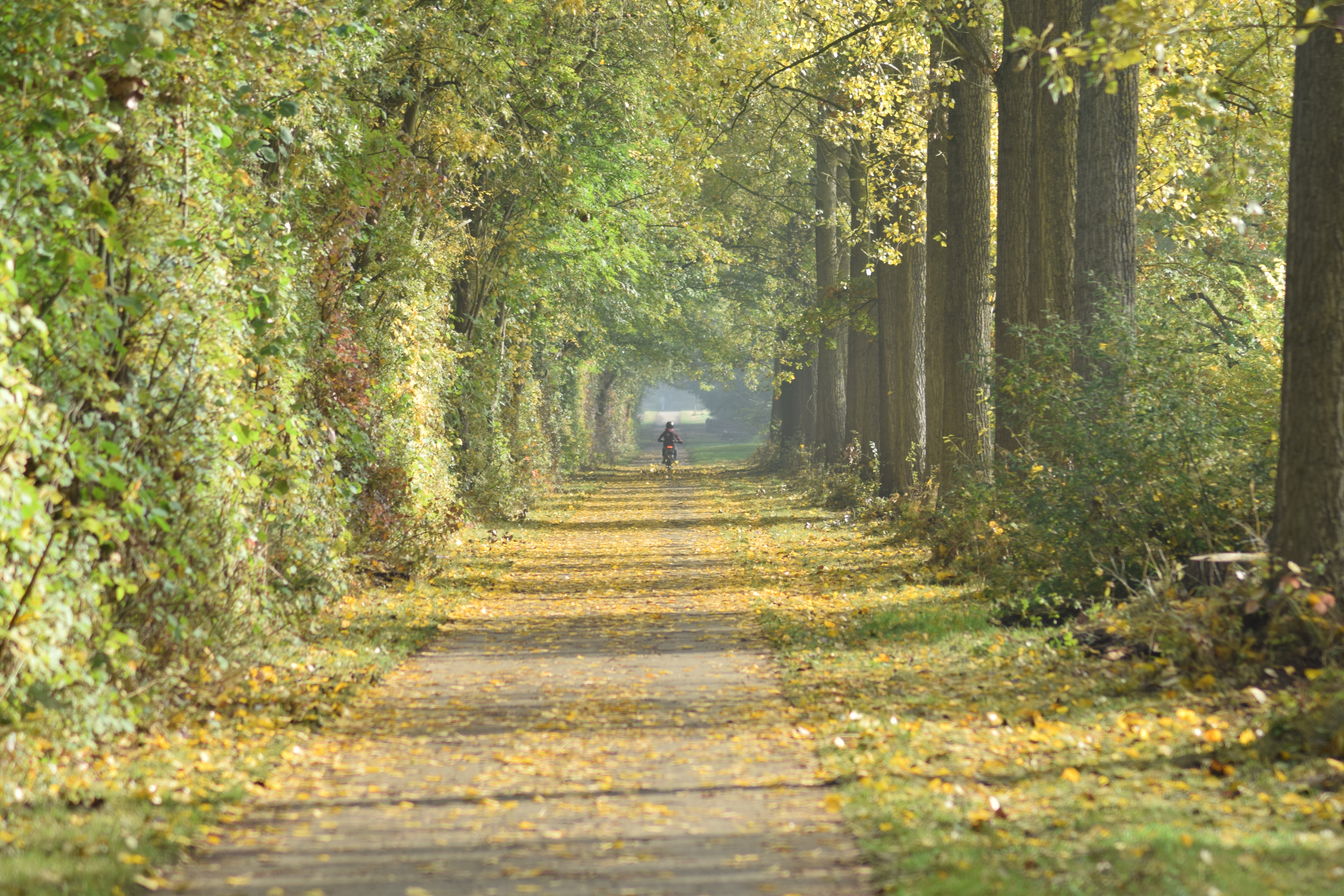
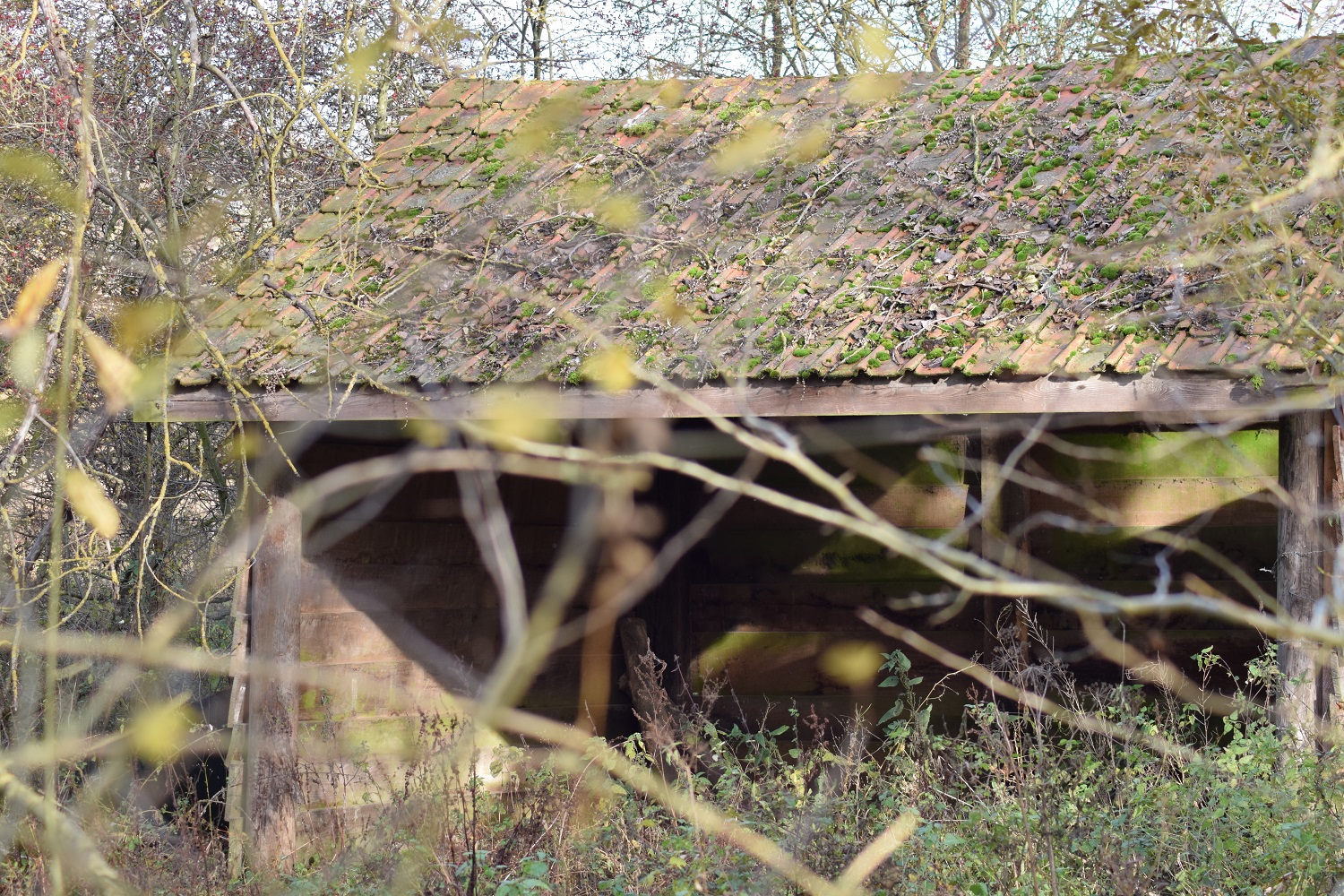
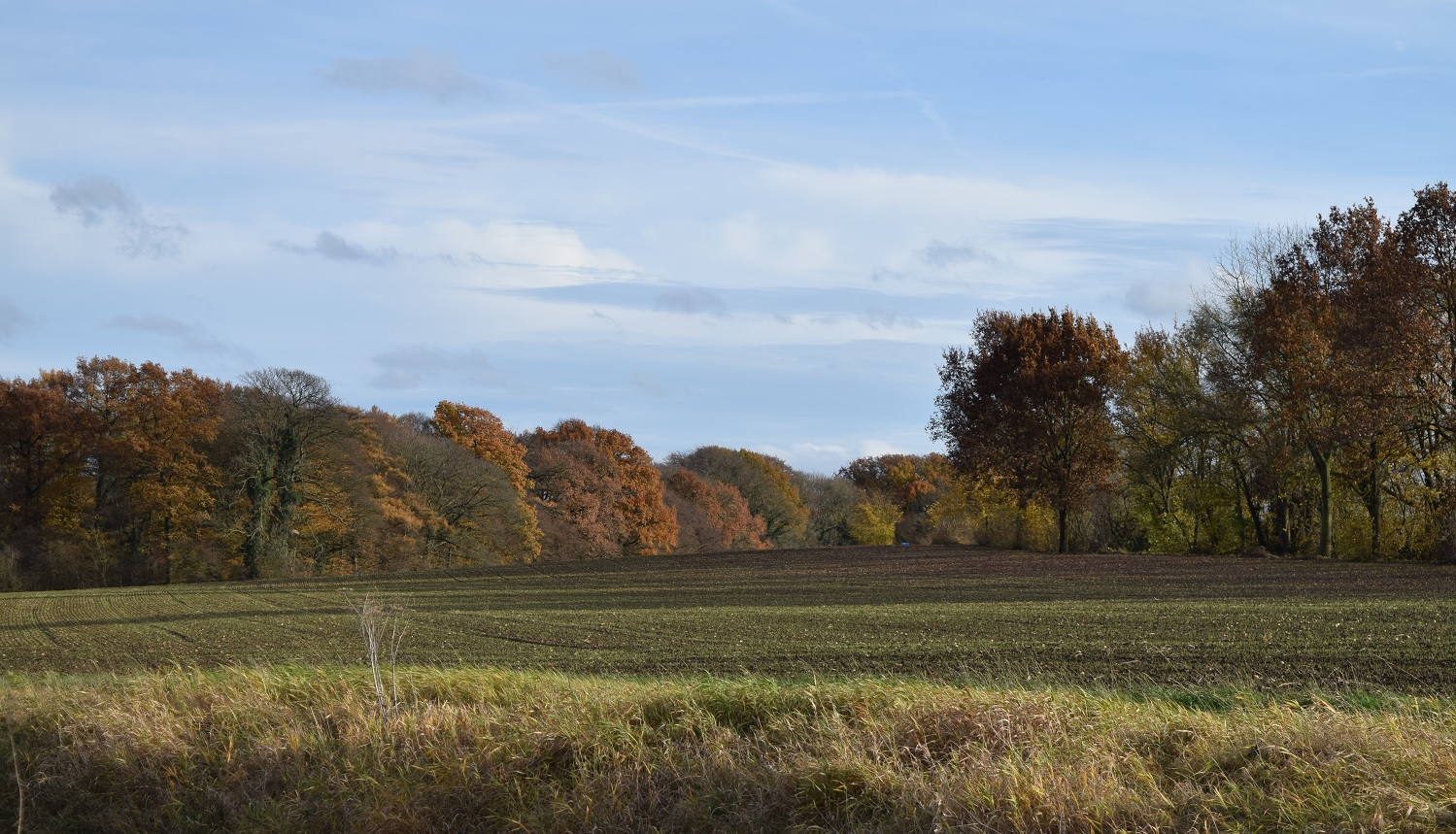
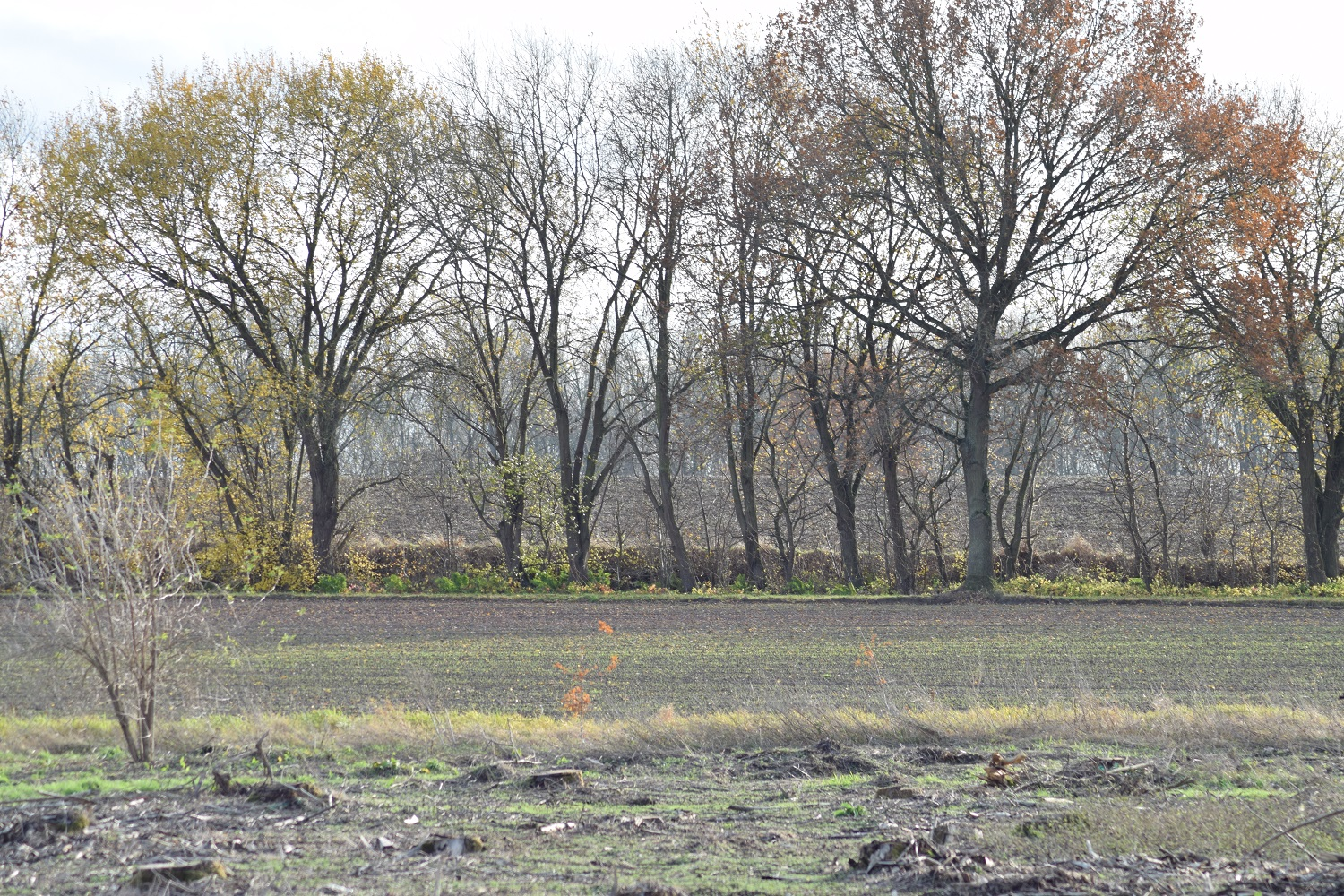
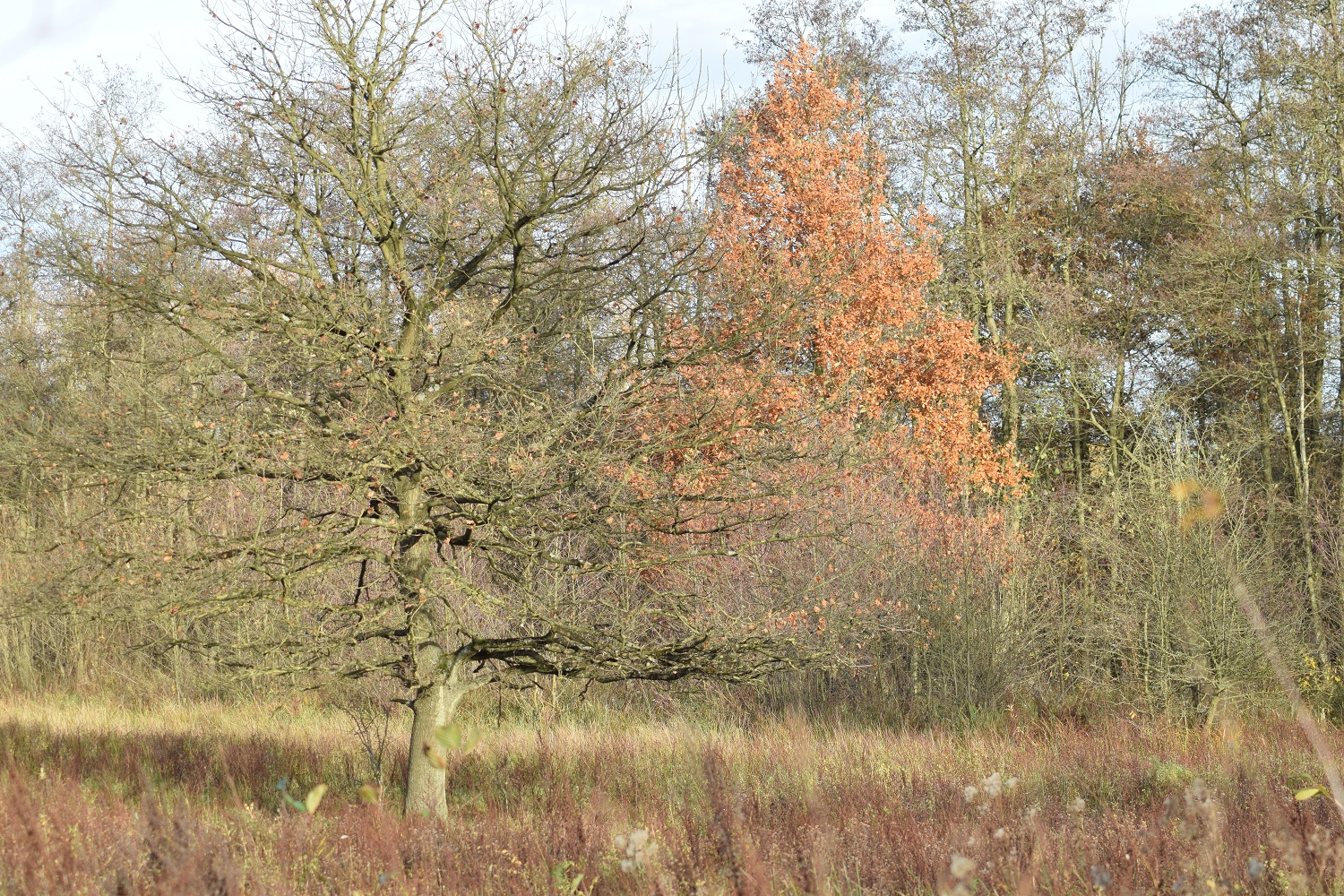
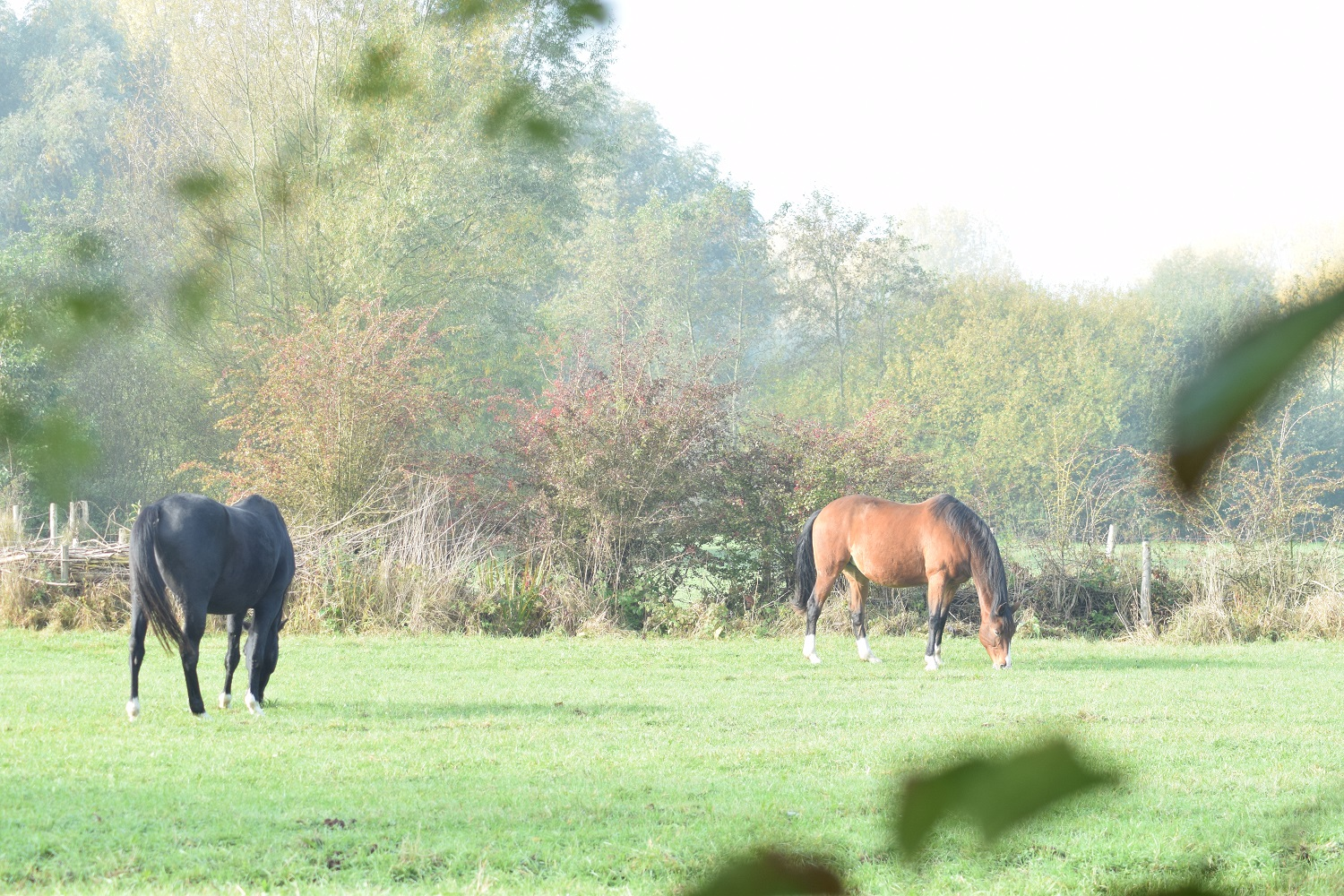
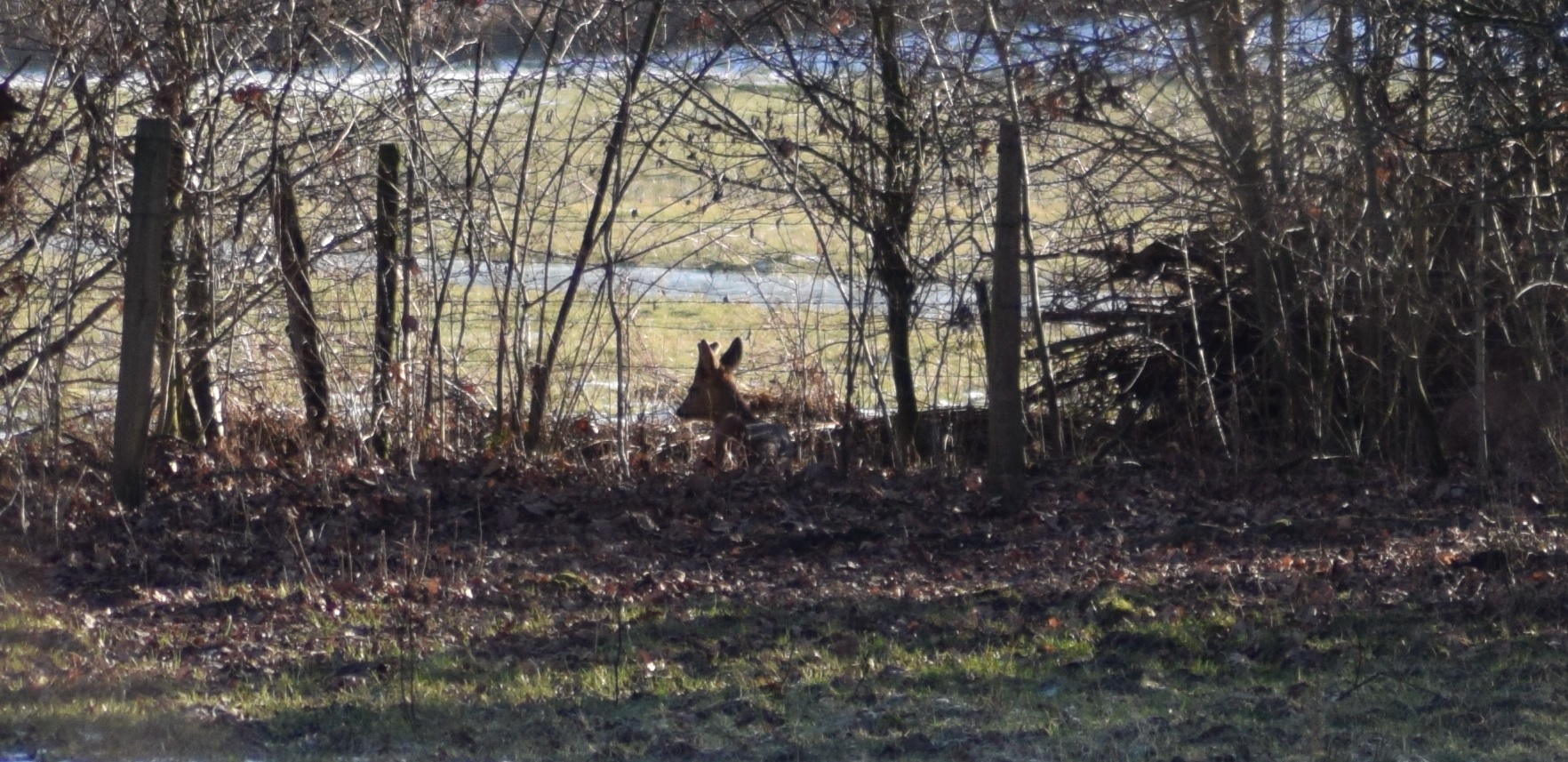
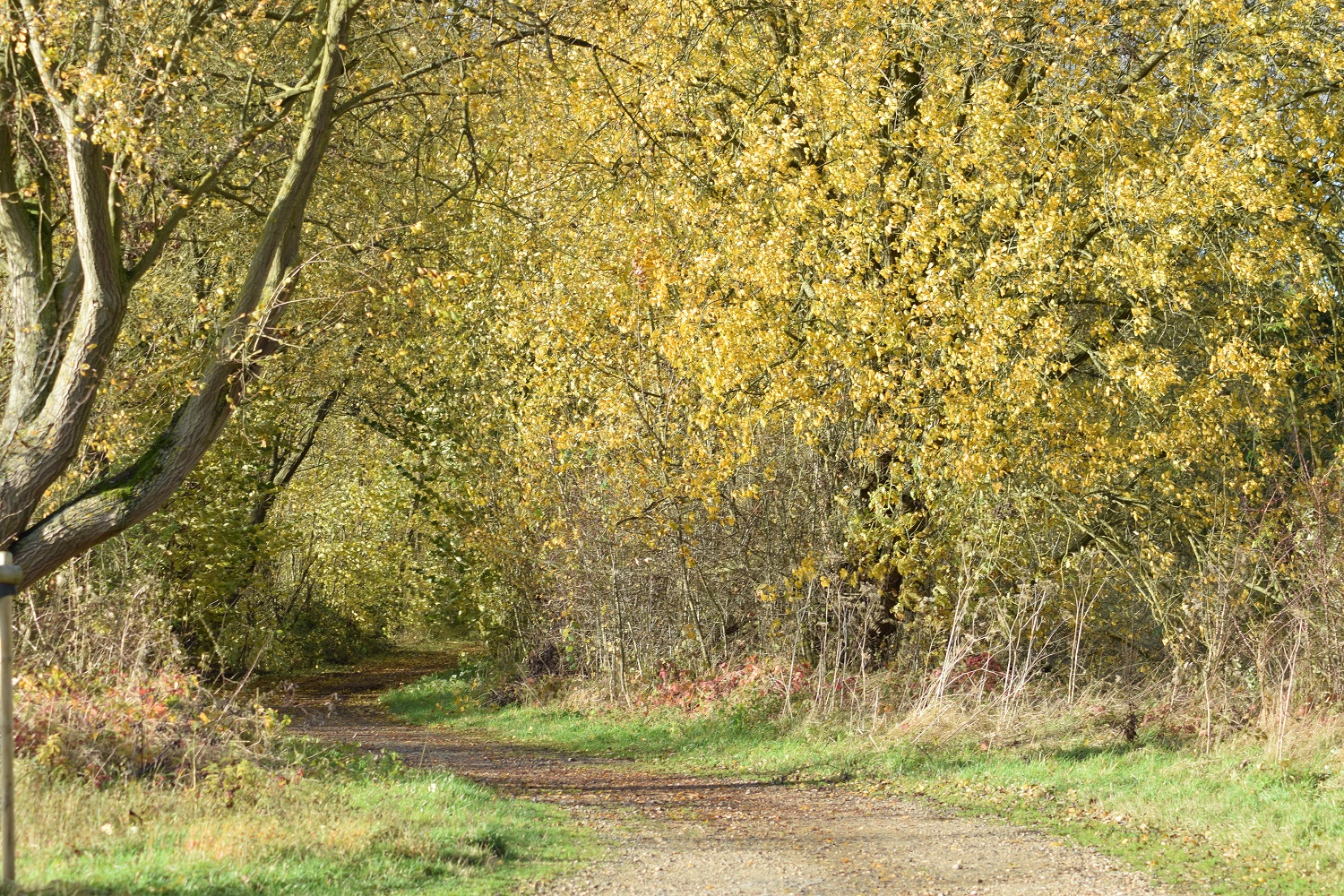
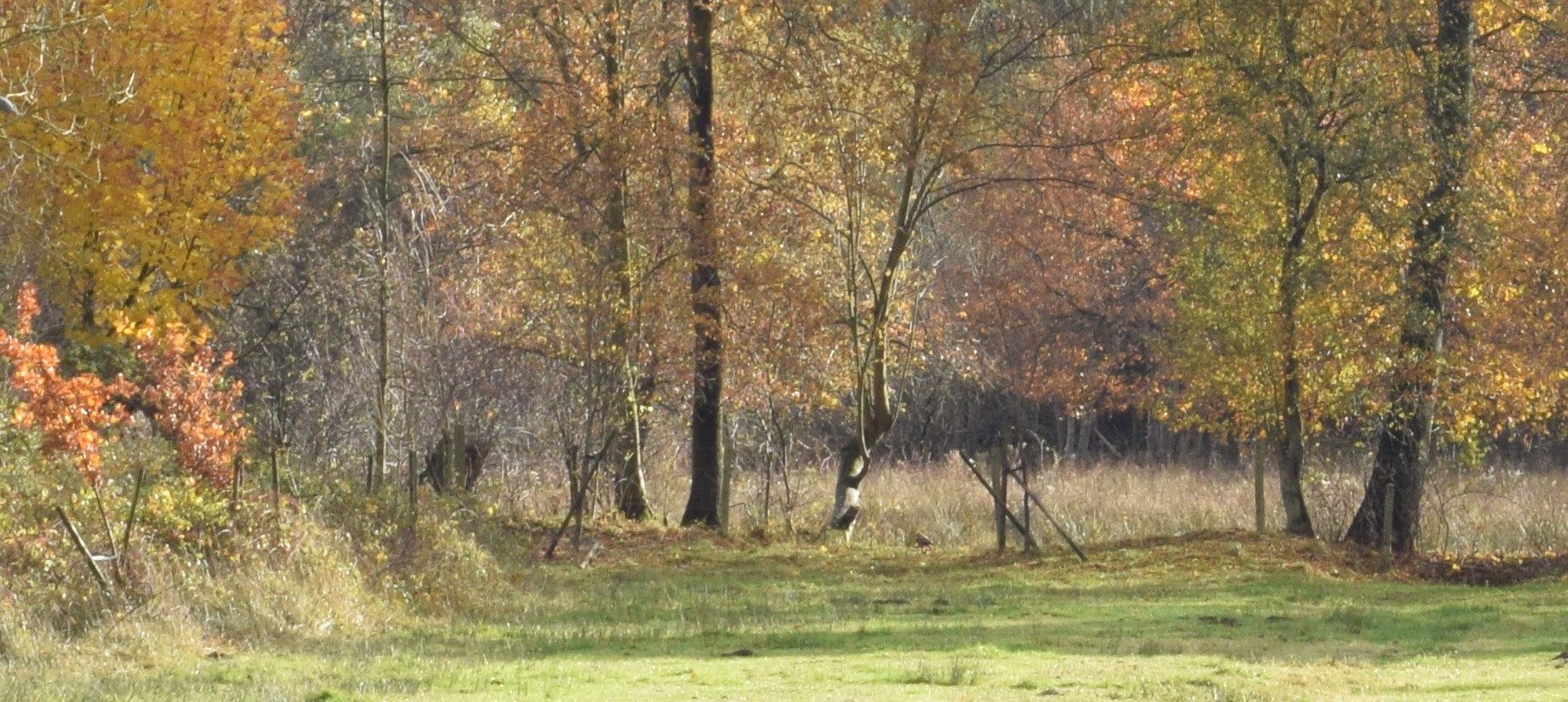
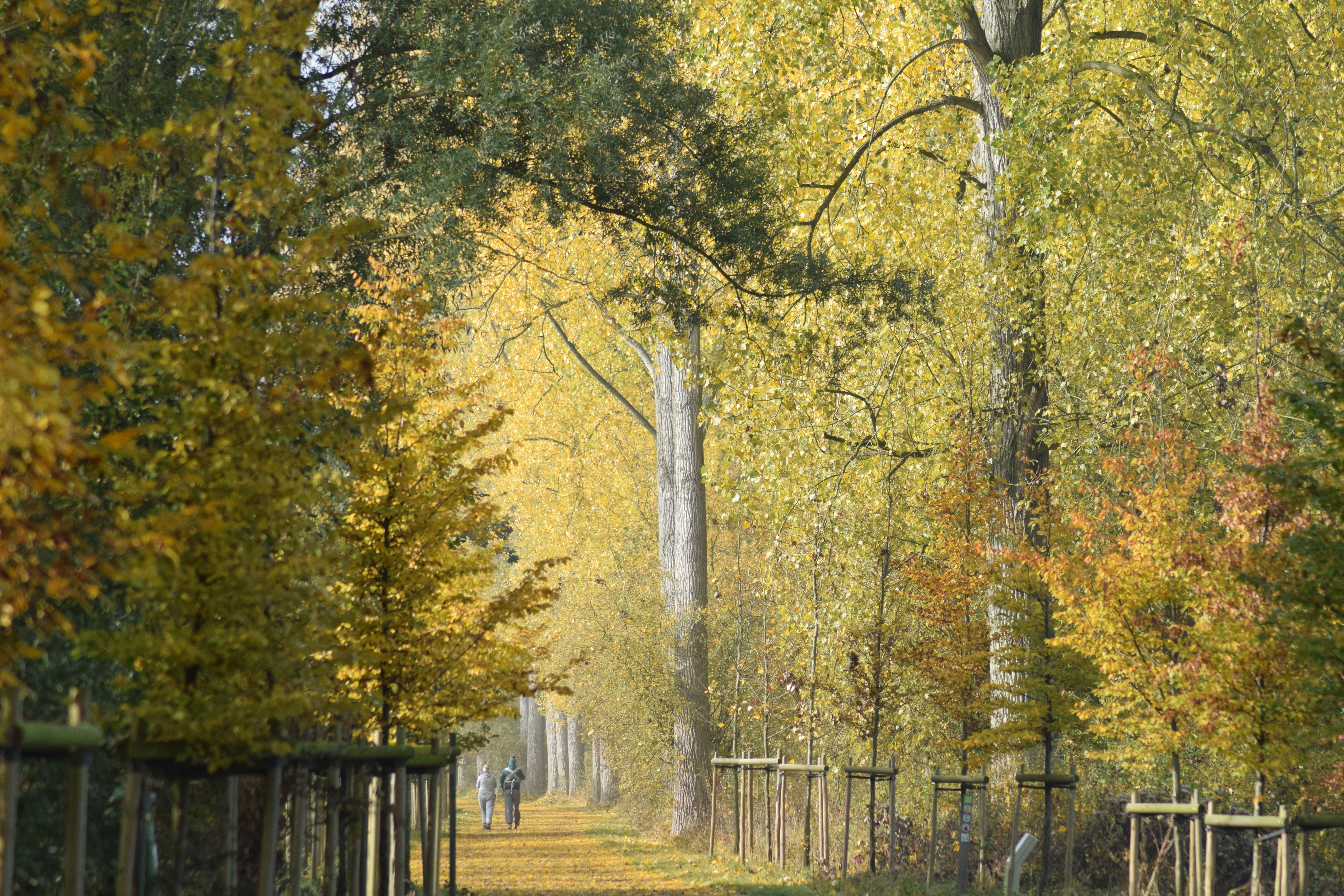